# Klassefesten
 Ikke at forveksle med Den Store Klassefest.
Klassefesten er en dansk komediefilm fra 2011, instrueret af Niels Nørløv Hansen, mens Claudia Boderke og Lars Mering har skrevet manuskriptet. I hovedrollerne ses Nicolaj Kopernikus, Troels Lyby og Anders W. Berthelsen, mens Therese Glahn, Camilla Søeberg, Brian Lykke og Søren Bregendal alle havde mindre biroller. Filmen fik en blandet modtagelse, men den blev dog en publikumssucces i biograferne.
Filmen er produceret af Nordisk Film i samarbejde med Det Danske Filminstitut og TV2 Danmark. Det Danske Filminstitut har støttet produktionen med 5 mio. kr. I 2014 blev den fulgt op af Klassefesten 2 - Begravelsen mens den tredje, Klassefesten 3 - Dåben, havde biografpremiere den 6. oktober 2016.

## Handling
De tre gymnasiekammerater Niels (Nicolaj Kopernikus), Andreas (Anders W. Berthelsen) og Thomas (Troels Lyby) er inviteret til det obligatoriske 25 års jubilæum. Egentlig har Niels og Andreas slet ikke lyst til at deltage, men Thomas, er af en helt anden mening. Han har arrangeret alle tiders weekend-tur med drinks, damer og dampbad! Spørgsmålet er, om de rent faktisk overlever det københavnske natteliv og om de overhovedet når frem til klassefesten.

## Modtagelse
Klassefesten fik en blandet modtagelse af anmelderne. I åbningsweekenden solgte den 50.908 biografbilletter inkl. prescreenings. Dermed indtog filmen førstepladsen på bio-hitlisten foran film som Far til fire - tilbage til naturen og De tre musketerer. Fra biografpremieren den 13. oktober 2011 og frem til 15. januar 2012 havde filmen solgt 500.000 biografbilletter. Dermed slog filmen det langt bedre anmeldte drama Dirch, der imponerede som den bedst sælgende danske film i 2011 med over 480.000 solgte billetter.

## Medvirkende
| Skuespiller            | Rolle              |
| ---------------------- | ------------------ |
| Nicolaj Kopernikus     | Niels              |
| Anders W. Berthelsen   | Andreas            |
| Troels Lyby            | Thomas             |
| Therese Glahn          | Hanne              |
| Camilla Søeberg        | Jette              |
| Mira Wanting           | Simone             |
| Lene Nystrøm           | Eva                |
| Troels Malling Thaarup | Ole                |
| Brian Lykke            | Tom                |
| Mia Jexen              | Sanne              |
| Signe Skov             | Lærke              |
| Søren Bregendal        | Carsten            |
| Anders Hove            | Niels' chef        |
| Søren Sætter-Lassen    | Praktiserende læge |